# Henry Kelsey

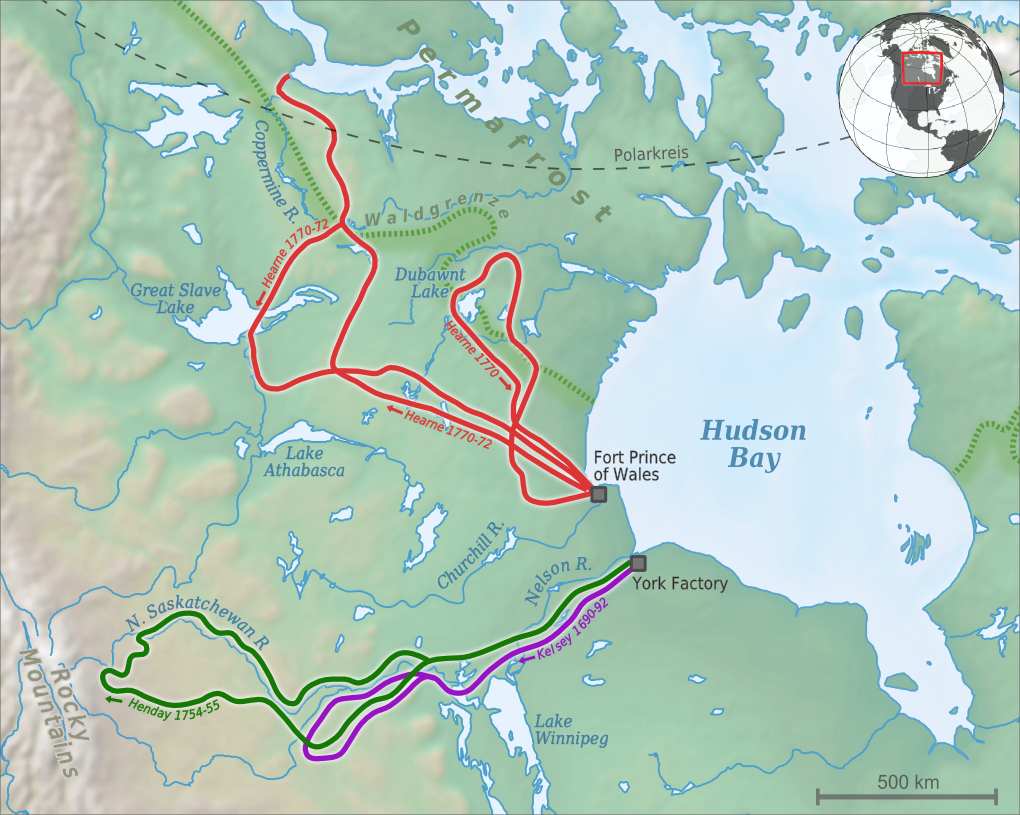
Mapa que recoge las principales exploraciones del interior desde la bahía de Hudson: la expedición de Kelsey (1690-1691) está en morado.

Henry Kelsey (East Greenwich, Londres, ca. 1667 – Greenwich, noviembre de 1724), apodado «el niño Kelsey» (the Boy Kelsey), fue un comerciante de pieles, explorador y marino inglés que jugó un papel importante en el establecimiento de la Compañía de la Bahía de Hudson. Se distinguió por su capacidad para establecer buenas relaciones con los indios, lo que le permitió tener éxito como comerciante. Es recordado porque se cree que fue el primer europeo del que se tiene constancia que visitó las actuales provincias canadienses de Saskatchewan y, posiblemente, de Alberta, así como el primero que exploró las Grandes Llanuras desde el norte. En sus viajes también fue el primer europeo en haber visto las grandes praderas, las vastas manadas de bisontes, los osos grizzly  y a muchas de las tribus de las Primeras Naciones de las Grandes Llanuras septentrionales.

## Biografía

### Primeros años y carrera
Kelsey nació y se casó en East Greenwich, al sureste del centro de Londres.
Kelsey fue aprendiz en Londres a los 17 años en la Compañía de la Bahía de Hudson (Hudson's Bay Company , HBC) y partió de Inglaterra hacia Canadá el 6 de mayo de 1684. Fue destinado a un fuerte en la bahía de Hudson cerca de la actual York Factory, próximo a la desembocadura del río Nelson en la bahía de Hudson. Kelsey comenzó a explorar en el invierno de 1688-1689, cuando él y un muchacho nativo transportaron correo por tierra a 200 millas desde Fort York hasta Fort Severn, otro puesto de HBC. Fue descrito como «un muchacho muy activo que se deleita mucho en la compañía de los indios, y nunca se siente más complacido que cuando viaja entre ellos». En el verano de 1689, Kelsey y el mismo muchacho indígena intentaron encontrar a tribus de las Primeras Naciones al norte del río Churchill para abrir comercio con ellas. Kelsey viajó tierra adentro durante aproximadamente 235 millas al norte de Churchill, pero regresó sin tener éxito.

### Viaje a las Grandes Llanuras
En 1690, el gobernador de HBC en York Factory, George Geyer, envió a Kelsey a un viaje río arriba por el río Nelson «para llamar, alentar e invitar a los [pueblos de las Primeras Naciones] más remotos a comerciar con nosotros». Las pieles de castor eran el artículo más deseado por la HBC. Kelsey salió de York Factory el 12 de junio de 1690 con un grupo de indígenas y avanzó en canoa por el río Nelson (al suroeste). Llevaba consigo una muestra de hachas, cuentas y tabaco que ofrecía la compañía. Kelsey y el pueblo de las Primeras Naciones llegaron a un lugar al que llamó Deering's Point, probablemente cerca de la actual The Pas, el 10 de julio después de un viaje de 600 millas; Habían pasado por cinco lagos y realizado 33 portages. Deering's Point era un lugar de reunión para los indígenas que viajaban por el río Nelson para comerciar en York Factory. Kelsey envió una carta, llevada por nativos, a York Factory con sus observaciones sobre el viaje y las tribus de las Primeras Naciones que había conocido. Dijo que las distintas naciones indígenas estaban continuamente en guerra entre sí, lo que obstaculizaba las perspectivas de comercio. Kelsey pasó el invierno cerca de Deering's Point.
En la primavera de 1691, Kelsey recibió un suministro de bienes comerciales de la York Factory; sus órdenes eran obtener todas las pieles de castor que pudiera y regresar al año siguiente con la mayor cantidad posible de personas de las Primeras Naciones para presentarlas al puesto comercial. El 15 de julio de 1691, partió de Deering's Point «para descubrir y comercializar a los "poetas Naywatame", un pueblo indio de las Grandes Llanuras». (Otra fuente menciona la presencia del pueblo «esinepoets» (assiniboine) en la Pradera sobre esa época.)
En Deering's Point, Kelsey todavía estaba en el austero bosque boreal de taiga  del norte de Canadá. Su objetivo aparente era llegar a los pueblos de las Primeras Naciones de las tierras más ricas de los Aspen parkland (bosques-parques de álamos canadienses) y las praderas al sur y al oeste. Acompañado por crees, Kelsey remontó el río Carrot en canoa, cruzó hasta territorio de la actual Saskatchewan y luego continuó a pie hasta un punto al noroeste de la actual Yorkton, entrando en el parque de álamos. La ruta de Kelsey probablemente fue por varios senderos muy transitados. Al entrar en el parque de álamos, posiblemente cerca de Touchwood Hills, se encontró con los assiniboine, un pueblo cazador de búfalos de las Grandes Llanuras. Los assiniboine y otros pueblos de la región todavía iban a pie en ese momento, y la cultura equina posterior de las tribus de las llanuras aún no había llegado a Canadá.
El 20 de agosto, Kelsey describió una «gran reserva de búfalos» y osos de «pelo plateado», los primeros avistamientos por parte de un europeo de búfalos y osos grizzly en las Grandes Llanuras septentrionales. Su grupo había pasado hambre durante el ascenso del viaje a través de la taiga, pero ahora Kelsey y sus compañeros indígenas se dieron un festín con búfalos. Kelsey también notó la abundancia de castores en los numerosos estanques y lagos del parque de álamos. Continuando su viaje, posiblemente hasta un punto al sur y al oeste de Saskatoon, Kelsey intentó hacer las paces entre los assiniboine y sus vecinos, los poetas naywatame. No está claro quiénes eran los naywatame; Kelsey comentó que «no conocían el uso de canoas», lo que indicaría que eran indios de las llanuras.
Los estudiosos han propuesto varias teorías sobre la identidad de los naywatame. Por motivos lingüísticos, se propone que fueran siouan, posiblemente stoney u otro pueblo estrechamente relacionado con los assiniboine. Se propone identificarlos como hidatsa o mandan, aunque esas tribus residían 300 millas más al sur a lo largo del río Misuri en Dakota del Norte. Posiblemente fueran gros ventre o blackfeet, hablantes algonquinos que fueron descubiertos viviendo en esta región por exploradores posteriores en los siglos XVII y XIX.
Las iniciativas de paz de Kelsey fracasaron y no pudo abrir relaciones comerciales con los naywatame. Tenían miedo de hacer un viaje a través del territorio enemigo assiniboine para ir a York Factory. Kelsey pasó el invierno con los indios y regresó a York Factory en el verano de 1692, acompañada de numerosos assiniboine y cree ansiosos por comerciar con la HBC.

### Vida posterior
Después de años en Canadá, Kelsey volvió en 1722,
Kelsey regresó a Inglaterra en 1693, se volvió a alistar en 1694 y regresó a la York Factory. En 1694 y nuevamente en 1697, los franceses capturaron la York Factory. Kelsey regresó a Inglaterra en esos momentos, en la segunda ocasión como prisionero de los franceses. En 1698 regresó al Nuevo Mundo, esta vez a Fort Albany  en la bahía de James.
En 1701, se convirtió en capitán de una fragata comercial, el  Knight, en la bahía de Hudson, continuando el comercio de pieles de castor. En 1703 regresó durante un tiempo a Inglaterra. En 1705, Kelsey regresó a Fort Albany como principal comerciante. En 1712 regresó nuevamente a Inglaterra.
En 1714 realizó su sexto viaje a través del océano Atlántico, siendo nombrado vicegobernador de la York Factory, que los británicos habían recuperado a los franceses. En 1717, fue nombrado gobernador de York Factory y en 1718 gobernador de todos los asentamientos de la Bahía de Hudson. En 1719 y 1721 emprendió misiones en el Ártico, donde se reunió con los inuit y buscó yacimientos de cobre.
En 1722, Kelsey fue rellamado a Inglaterra.
De sus escritos se han derivado diversas publicaciones:
- Henry T. Epp, editor. Three hundred prairie years: Henry Kelsey's "inland country of good report," [Trescientos años de praderas: el país interior de buen informe] Regina: Canadian Plains Research Center, University of Regina, 1993 (xi, 238p.)
- The Kelsey Papers La Collection Kelsey. [Los papeles de Kelsey La colección Kelsey] Kelsey, Henry (c. 1670); Doughty, Arthur George (Sir) (1860-1936) (introduction); Martin, Chester Bailey (1882-1958) (introduction). Ottawa: Public Archives of Canada and Public Record Office of North Ireland, 1929.
- A dictionary of the Hudson's-Bay Indian language [Un diccionario de la lengua india de la Bahía de Hudson]. London: s.n, 1700? (Kelsey's authorship unproven)
- The journal of Henry Kelsey (1691-1692): The first white man to reach the Saskatchewan River from Hudson Bay, and the first to see the buffalo-grizzly bear of the Canadian plains: With notes on some other experiences of the man. [El diario de Henry Kelsey (1691-1692): El primer hombre blanco en llegar al río Saskatchewan desde la Bahía de Hudson y el primero en ver el oso búfalo grizzly de las llanuras canadienses: con notas sobre algunas otras experiencias del hombre] Kelsey, Henry. Winnipeg: Dawson Richardson Publications, 1928.[7]

Murió el 1 de noviembre de 1724 y fue enterrado el 2 de noviembre de 1724 en la iglesia de St Alfege, Greenwich. Hay una placa conmemorativa a su nombre.
.
Henry Kelsey ( c.  1664  - 1 de noviembre de 1724) fue un comerciante de pieles, explorador y marinero inglés que jugó un papel importante en el establecimiento de la Compañía de la Bahía de Hudson en Canadá.

### Reconocimientos
Hay muchos lugares y edificios que llevan su nombre:
- la Henry Kelsey Senior Public School, en Scarborough, que ahora forma parte de la ciudad de Toronto.
- el parque Kelsey Park (Kelsey Park) en Saskatoon.
- una residencia en la University of Alberta in Edmonton.
- el Instituto de Ciencias Aplicadas y Tecnología de Saskatchewan (Saskatchewan Institute of Applied Science and Technology, o SIAST) nombró su campus de Saskatoon en honor a Kelsey.
- Las letras de llamada de la radio CBC en Saskatchewan son CBK; la K representa a Kelsey.[8]
- la escuela elemental de inmersión francesa en Saskatoon (Kelsey Elementary School (K–8)).
- la rosa Henry Kelsey, desarrollada por la Agriculture and Agri-Food Canada, fue nombrado en su honor.[9]
- los Premios Henry Kelsey (Henry Kelsey Awards) son los premios oficiales de los Big Game de la provincia de Saskatchewan.[10]
- Correos de Canadá (Canada Post) emitió un sello de 6¢, titulado «Henry Kelsey, primer explorador de las Praderas» (Henry Kelsey, first explorer of the Plains).[11]

### Trivia
Es el «valiente Kelso» (Brave Kelso) al que se refiere Stan Rogers en su canción Northwest Passage [Paso del Noroeste].